# Stazione di Rivarolo Canavese
La stazione di Rivarolo Canavese è una stazione ferroviaria della ferrovia Canavesana a servizio del comune di Rivarolo Canavese, nella città metropolitana di Torino.
Precedemente gestita dal Gruppo Torinese Trasporti (GTT), dal 1 gennaio 2024 è gestita da Rete Ferroviaria Italiana (RFI).

## Storia
La stazione fu attivata nel 1882 quale stazione terminale provvisoria della ferrovia Canavesana, tuttavia l'inaugurazione ufficiale avvenne il 1º dicembre 1885.
Il prolungamento verso Castellamonte, attivato nel 1887, fu innestato sul fascio di binari preesistente a Rivarolo, comportando un prolungamento dello stesso e una stretta curva che rese il fabbricato viaggiatori eccentrico rispetto all'asse del fascio stesso; vestigia di tale stato è il fascio di binari di testa ricavato in seguito alla chiusura della linea.
Il proseguimento da Rivarolo a Pont, realizzato in sostituzione della preesistente tranvia Rivarolo-Cuorgnè, venne realizzato in un regresso che dalla radice sud del piazzale impegna un tratto in rilevato che sovrappassa la strada statale 460.
La concessione dell'intero complesso di linee fu affidata alla società Ferrovia Centrale e tranvie del Canavese (FCC) con Regio Decreto del 18 marzo 1886.
In seguito alla fusione con la Società Anonima Ferrovia Torino-Ciriè-Valli di Lanzo, avvenuta il 29 marzo 1933, la società di gestione mutò una prima volta il nome in Ferrovie Torino Nord (FTN) e una seconda nel gennaio 1959 allorché alla FTN subentrò la Società Anonima Torinese Tranvie Intercomunali.
Il 1º marzo 2002 venne attivata la trazione elettrica fino a Settimo Torinese. Nel gennaio 2003 dalla fusione tra SATTI e ATM nasce il Gruppo Torinese Trasporti che gestisce tutto quello che era a capo di SATTI.

## Strutture e impianti
Il piazzale è composto da quattro binari tronchi che sorgono nell'area un tempo occupata dal fascio passante dal quale aveva origine la ferrovia Rivarolo-Castellamonte.

## Movimento
La stazione di Rivarolo è servita verso Torino dai treni regionali in servizio sulla linea 1 del Servizio Ferroviario Metropolitano di Torino, operati da Trenitalia nell'ambito del contratto di servizio stipulato con la Regione Piemonte, mentre verso Pont dagli autobus sostitutivi.

## Servizi
La stazione dispone di:
- Biglietteria a sportello
- Servizi igienici
- Bar
- Biglietteria automatica Trenitalia
- Altoparlante automatico
- Monitor elettronico

## Interscambi
- Fermata autobus
- Stazione taxi

Per alcuni anni dopo la chiusura della tranvia Rivarolo-Cuorgnè, un tratto della stessa venne utilizzato quale raccordo a servizio della locale manifattura.